# Porfiroclasto

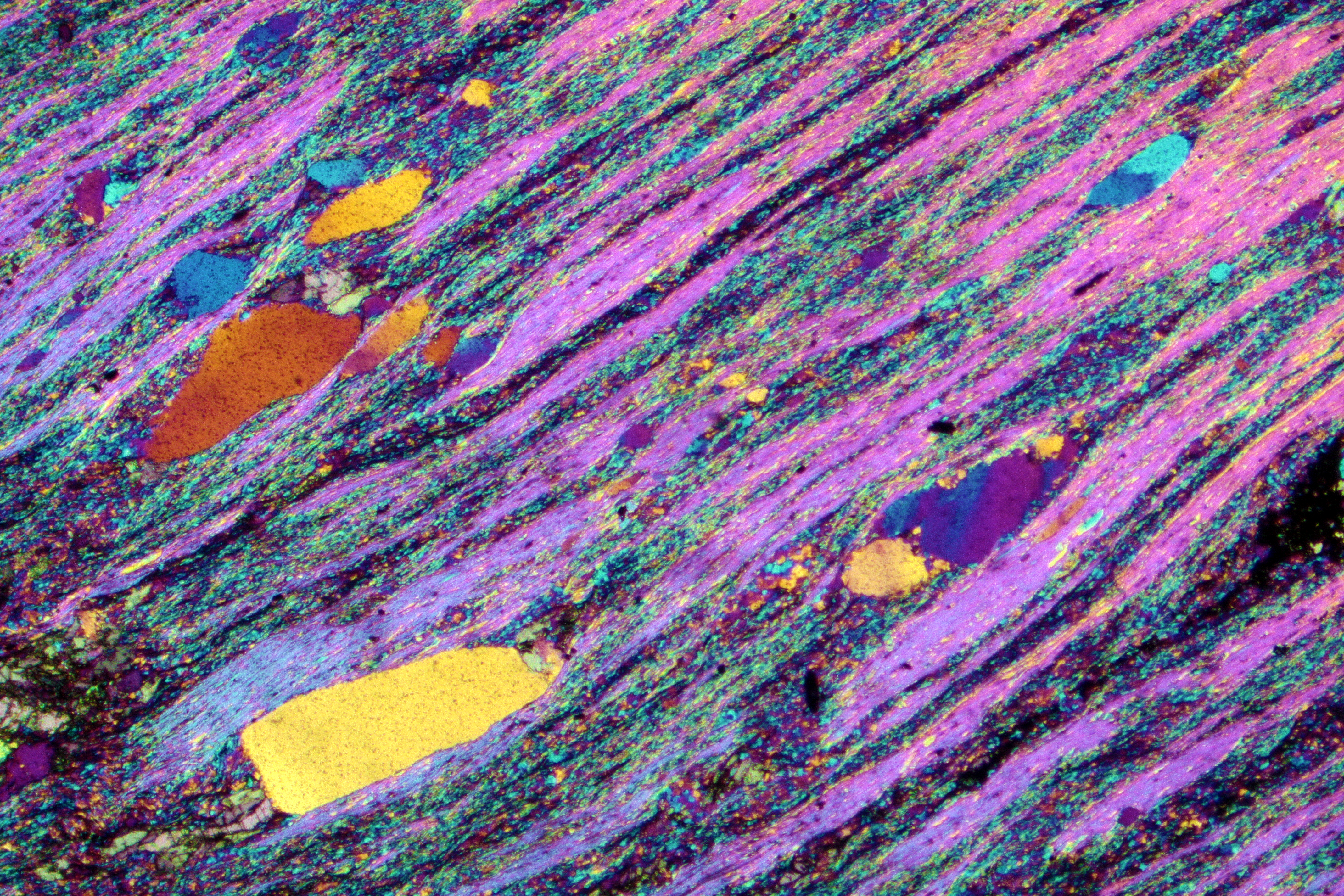
Efecto de deformación dúctil en una milonita, observada con luz polarizada en un microscopio petrográfico

Un porfiroclasto es un clasto o fragmento mineral incluido en una roca metamórfica, rodeado por una matriz de cristales de grano fino. Los porfiroclastos son fragmentos de la roca original antes de que el proceso de recristalización dinámica o de cataclasis afecte a la masa del terreno, lo que significa que son anteriores a estos procesos. Se trata de los elementos más resistentes de la roca original, que no son tan fácilmente deformables y que difícilmente se ven afectadas por la recristalización. Pueden haber sido fenocristales o porfiroblastos en la roca original.
Los porfiroclastos a menudo son confundidos con los porfiroblastos. Estos últimos también son cristales grandes en una matriz fina, pero crecieron durante, o después de que la deformación tuviera lugar, y durante o después de que la matriz estuviera formada. La secuencia del proceso de crecimiento de los porfiroblastos puede ser determinada mediante el examen de la microestructura preservada (o no) en el interior de los poiquiloblastos.
En rocas fuertemente deformadas los porfiroclastos a menudo rotan por efecto de la tensión cortante en la roca. Su forma suele permitir determinar la dirección del cizallamiento.

## Sistemas porfiroclásticos
Cuando los porfiroclastos presentan bordes formados por cristales de grano más fino, se denominan sistemas porfiroclásticos. La geometría de estos sistemas suele permitir determinar el sentido del corte dentro de una zona de cizallamiento.
|  |  |  |